# Prasonica anarillea
Prasonica anarillea is een spinnensoort in de taxonomische indeling van de wielwebspinnen (Araneidae).
Het dier behoort tot het geslacht Prasonica. De wetenschappelijke naam van de soort werd voor het eerst geldig gepubliceerd in 1983 door Michael J. Roberts.